# Ораторська проза
Ораторська проза. Широке поширення у всіх середньовічних європейських літературах, у тому числі й у давній українській літературі, мали різні жанри О. П.
Один з різновидів О. П. — «учительне», або дидактичне, красномовство. Існувала безліч «слів», повчань, «бесід» на теми християнської моральності. У них засуджувалися пороки — злість, заздрість, гордість, жадібність, розпуста, пияцтво, лихослів'я тощо. Прославлялися чесноти — смиренність, лагідність, богобоязливість, злиденнолюбство, дотримання церковної обрядовості, постійна готовність до покаяння. Домінантою всіх дидактичних повчань була думка про неминучість «страшного суду» і необхідності для кожної людини дотримуватись норм християнської моралі, щоб уникнути мучень у пеклі. Тому проповідники закликали робити добрі справи, остерігатися гріховних вчинків і замолювати їх у постійних щирих молитвах.
Поширеною була тема «кар божих»: християнські богослови пояснювали різного роду нещастя — війни, землетруси, посухи, навалу сарани, епідемії — божественною відплатою за гріховність народу цілої країни.
Особливу групу дидактичних «слів» становили повчання, звернені до ченців; у них висувалися суворі вимоги аскетизму, ревного подвижництва, смиренності, безперестанного покаяння і молитви. Такі звернені до ченців завіти читалися, наприклад, у збірниках «Паренесис» (тобто «умовляння») Єфрема Сиріна, «Ліствиця» (тобто сходи, що ведуть до райського блаженства через благочестиві діяння) Іоанна Синайського.
Повчання знаменитого візантійського богослова Івана Золотоустого (помер 407 р.) були об'єднані в перекладений на Русі з грецької не пізніше XII ст. збірник «Златоструй» (див. Збірники незмінного складу).
Значна частина учительних «слів», що оберталися на Русі, належала візантійським богословам і проповідникам: Анастасію Синаїту, Василію Великому, Євсевію Александрійському, Єфрему Сиріну, Івану Золотоустому, Максиму Сповіднику, Симеону Новому Богослову та ін. У XI—XIV ст. у цьому жанрі діяли і українські проповідники: Іларіон Київський, Феодосій Печерський, Лука Жидята, Серапіон Печерський, у наступному учительне красномовство на Русі завмирає, поступаючись місцем церковній полеміці, публіцистиці, урочистому красномовству, але зате знову відроджується в XVII ст., в творах українських проповідників — Й. Ґалятовського, Л. Барановича, А. Радзивиловського, Єпифанія Славинецького, Симеона Полоцького та ін. В Московській державі розвивається у творах письменників-старообрядників, насамперед Авакума. У XVII ст. дістає поширення особлива літературна форма — «приклад» — коротке повчальне сюжетне оповідання на теми церковної або світської історії або навіть побутова сценка, що наочно ілюстрували доказувану проповідником думку про згубність гріха і божественну винагороду за добрі діяння.
Інша група пам'ятників О. П. — урочисті «слова» і повчання. Особливо багато святкових «слів» (гомілій) було присвячено найшанованішим церковним святам: Різдву Богородиці (відзначається 8 вересня за старим стилем), Воздвиженню чесного і животворящого хреста (14 вересня), Уведенню Богородиці в храм (21 листопада), Різдву Христову (25 грудня), Богоявленню (6 січня), Стрітенню (2 лютого), Благовіщенню (25 березня), Спаса (6 серпня) і Успінню Богородиці (15 серпня), а також рухомим святам — Великодню, Вознесінню і Трійці. Ці свята іменувалися двунадесятими. Присвячувалися гомілії і великим святам: Покрову (1 жовтня), Обрізанню (1 січня), дневі пам'яті апостолів Петра і Павла (29 червня), пам'яті Різдва Івана Предтечі (7 липня) і Усікновення голови Івана Предтечі (29 серпня). Похвальні «слова» присвячувалися архангелам, пророкам, апостолам, батькам Богородиці — Йоакиму і Ганні, а також святим — у дні їх успіния або віднайдення мощей.
Значна частина святкових «слів» і похвал належала візантійським богословам — Євсевію Александрійському, Єфрему Сирину, Івану Дамаскіну, Івану Золотоустому, Кирилу Александрійському, і болгарським письменникам — Клименту Охридському й Іоанну Екзарху; з руських авторів особливо відомий своїм циклом урочистих «слів» на Великдень і післяпасхальні тижні Кирило Турівський. У XI—XVII ст. створюється безліч похвальних «слів», присвячених Адріану Пошехонському, митрополиту Олексію, Антонію Римлянинові (новгородському святому), Борису і Глібу, Варлааму Хутинському, Герману Соловецькому, та ін. подвижникам руської церкви.
Пам'ятники урочистого й учительного красномовства, створені на візантійському ґрунті, зберегли і помножили майстерність античного красномовства, а українські автори гомілій успішно змагалися зі своїми грецькими і болгарськими вчителями.
Учительні «слова» відрізнялися безпосередністю, введенням у текст живих реалій і побутових рис. Але й в учительных проповідях автори вдаються до високого стилю, засуджуючи пороки, що накликали — згідно з уявленнями того часу — божественний гнів на цілий народ: «Ось уже до 40 років наближається страждання та мука, й данини тяжкі не припиняються, голод, мори на худобу нашу, і досхочу хліба свого наїстися не можемо, і зітхання наші та печаль сушать кості наші. Хто ж нас до цього довів? Наше беззаконня та наші гріхи, наш неслух, наша непокаянність! Молю вас, брати, кожного з вас: вникніть у думки ваші, перегляньте сердечними очима справи ваші. Зненавидіть їх і відкинувши їх, до покаяння прийдете. Гнів Божий припиниться і милість Господня виллється на нас…» — так закликав у тяжкі роки монголо-татарської навали проповідник Серапіон Печерський (переклад І.Жиленко).
І учительні «слова», і пам'ятники урочистого красномовства входили до численних збірників різноманітного змісту (так звані «збірники змішаного складу»), а також у збірники постійного складу, призначені як для богослужіння, так і для домашнього читання.

## Видання
Красноречие Древней Руси (XI — XVII вв.) / Сост., вступ. ст., подг. текстов и комм. Т. В. Черторицкой.— М., 1987.